# Sommer-Paralympics 1992/7er-Fußball
Bei den Sommer-Paralympics 1992 in Barcelona wurden in einem Wettbewerb 7er-Fußball Medaillen vergeben.

## Qualifikation

### Qualifizierte Mannschaften
Insgesamt hatten sich acht Mannschaften bei den Männern für die Paralympics qualifiziert:
| Kontinent       | Anzahl | Teilnehmer                                                 |
| --------------- | ------ | ---------------------------------------------------------- |
| Gastgeber       | 1      | Spanien                                                    |
| aus Europa      | 5      | Belgien Irland Niederlande Portugal Vereinigtes Königreich |
| aus Nordamerika | 1      | Vereinigte Staaten                                         |
| aus Südamerika  | 1      | Brasilien                                                  |

### Kader
Die Kader der einzelnen Mannschaften sahen wie folgt aus:

## Spielmodus
Die Mannschaften starteten zunächst mit einer Gruppenphase mit zwei Gruppen, in der jeder gegen jeden spielte. Anschließend kamen die Gewinner und die Zweiten jeder Gruppe weiter und spielten im K.-o.-System gegeneinander.

## Vorrunde

### Gruppe A
| Pl. | Land                   | Sp. | S | U | N | Tore    | Diff. | Punkte |
| --- | ---------------------- | --- | - | - | - | ------- | ----- | ------ |
| 1. | Niederlande            | 3   | 3 | 0 | 0 | 017:100 | +16   | 09     |
| 2. | Vereinigtes Königreich | 3   | 2 | 0 | 1 | 012:700 | +5    | 06     |
| 3. | Brasilien              | 3   | 1 | 0 | 2 | 001:800 | −7    | 03     |
| 4. | Vereinigte Staaten     | 3   | 0 | 0 | 3 | 000:140 | −14   | 0      |
| Stand: Abkürzungen: Pl. = Platz, Sp = Spiele, S = Siege, U = Unentschieden, N = Niederlagen Erläuterungen: Finale, Spiel um den 3. Platz, Spiele um die 5. bis 8. Platz (nicht ausgespielt) |                        |     |   |   |   |         |       |        |

| Rang | Nation             | Niederlande | Großbritannien | Kanada | Vereinigte Staaten |
| ---- | ------------------ | ----------- | -------------- | ------ | ------------------ |
| 1    | Niederlande        |             | 7:1            | 5:0    | 5:0                |
| 2    | Großbritannien     | 1:7         |                | 3:0    | 8:0                |
| 3    | Kanada             | 0:5         | 0:3            |        | 1:0                |
| 4    | Vereinigte Staaten | 0:5         | 0:8            | 0:1    |                    |

### Gruppe B
| Pl. | Land     | Sp. | S | U | N | Tore    | Diff. | Punkte |
| --- | -------- | --- | - | - | - | ------- | ----- | ------ |
| 1. | Portugal | 3   | 1 | 2 | 0 | 003:100 | +2    | 05     |
| 2. | Irland   | 3   | 1 | 2 | 0 | 003:200 | +1    | 05     |
| 3. | Belgien  | 3   | 0 | 3 | 0 | 002:200 | ±0    | 03     |
| 4. | Spanien  | 3   | 0 | 0 | 3 | 003:600 | −3    | 0      |
| Stand: Abkürzungen: Pl. = Platz, Sp = Spiele, S = Siege, U = Unentschieden, N = Niederlagen Erläuterungen: Finale, Spiel um den 3. Platz, Spiele um die 5. bis 8. Platz (nicht ausgespielt) |          |     |   |   |   |         |       |        |

| Rang | Nation             | Irland | Portugal | Belgien | Spanien |
| ---- | ------------------ | ------ | -------- | ------- | ------- |
| 1    | Irland             |        | 0:0      | 0:0     | 3:1     |
| 2    | Portugal           | 0:0    |          | 1:1     | 2:1     |
| 3    | Kanada             | 0:0    | 1:1      |         | 1:1     |
| 4    | Vereinigte Staaten | 1:3    | 1:2      | 1:1     |         |

## Finalrunde

### Halbfinale
|             |   |                |                |
| Niederlande | – | Irland         | 3:0            |
| Portugal    | – | Großbritannien | 0:0, 2:1 i. E. |

### Spiel um den 3. Platz
|        |   |                |     |
| Irland | – | Großbritannien | 2:1 |

### Finale
|             |   |          |     |
| Niederlande | – | Portugal | 3:2 |

## Medaillengewinner
Im Rollstuhlsport wurden die Medaillen wie folgt vergeben:
| Gold Niederlande | Arno de Jong, Barend Verbeek, Jaap de Vries, Paul Heersink, Carlo Dengerink, Peter Guntlisbergen, Dirk Hennink, Percy Enser, Olaf Donners                                      |
| Silber Portugal  | Jeronimo Pereira, Jose Couto, Helder Teixeira, Carlos Amaral Ferreira, Rui Stos.correia, Arlindo Silva, Mario Santos, Candido Machado, Jose Dias, Joao Cardoso, Fernando Bento |
| Bronze Irland    | Peter Alexander, Anthony Green, Joseph McGrane, Daniel McCarthy, Stephen Carey, Anthony Nolan, Alan Ball, Carlos Keating, Paul Leisk, Paul Cassin                              |

## Abschlussplatzierung
| Platz | Land                   |
| ----- | ---------------------- |
| 01    | Niederlande            |
| 02    | Portugal               |
| 03    | Irland                 |
| 04    | Vereinigtes Königreich |
| 05    | Belgien                |
| 0     | Brasilien              |
| 0     | Spanien                |
| 0     | Vereinigte Staaten     |